# Beata Mirucka
Beata Mirucka – polska psycholog, dr hab. nauk społecznych, nauczyciel akademicki na Wydziale Nauk Społecznych Katolickiego Uniwersytetu Lubelskiego Jana Pawła II.

## Życiorys
10 kwietnia 2003 otrzymała stopień doktora psychologii w KUL na podstawie pracy pt. Regulacyjna rola ja cielesnego w funkcjonowaniu osobowości kobiet z bulimią psychiczną. Habilitację uzyskała 21 stycznia 2021 na tej samej uczelni na podstawie dorobku naukowego i pracy pt. Podmiot ucieleśniony. Psychologiczna analiza reprezentacji ciała i tożsamości cielesnej.
Jest psychologiem klinicznym I stopnia oraz certyfikowanym psychoterapeutą Sekcji Naukowej Psychoterapii Polskiego Towarzystwa Psychiatrycznego. Prowadziła zajęcia z psychologii klinicznej i psychoterapii w Zakładzie Psychologii Uniwersytetu w Białymstoku. Obecnie pracuje jako adiunkt w Instytucie Psychologii KUL. Jest także dyrektorem Instytutu Psychoterapii Rodzin i Par INVERSO w Białymstoku.

## Wybrane publikacje
- Mirucka, B. (1996). Zdobywanie przestrzeni psychologicznej przez odrzucenie ciała.
- Mirucka, B. (2003). Poszukiwanie znaczenia cielesności i ja cielesnego. Przegląd Psychologiczny, 46, 2, 209-224.
- Mirucka, B. (2005). Typy ja cielesnego, czyli sposoby doświadczania swojej cielesności przez kobiety. Czasopismo Psychologiczne, 11, 2, s. 1-10.
- Mirucka, B. (2018). Podmiot ucieleśniony. Psychologiczna analiza psychicznych reprezentacji ciała i tożsamości cielesnej. Warszawa: Scholar[3].